# Анколе (государство)

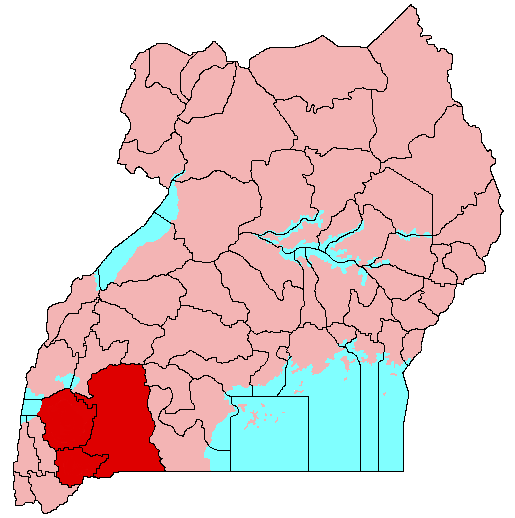
Карта

Флаг Анколе

Анколе (Нколе) — африканское государство, возникшее около XV—XVI вв. к северо-востоку от озера Виктория, на территории современной Уганды. Основу государства составлял народ нколе. Столица — Мбарара. В XVII—XVIII вв. правители Анколе платили дань правителю государства Китара. В XIX в. Анколе — феодальное государство, зависимое от Буганды.
Согласно англо-германскому соглашению 1890 года государство Анколе вошло в сферу влияния Британской империи, а в 1901 Англия включила Анколе в состав бывшего протектората Уганда.